# Puzzle People
Puzzle People è un album del gruppo musicale statunitense The Temptations, pubblicato dalla Gordy, un'etichetta discografica della Motown, nel 1969.
Il disco è prodotto da Norman Whitfield, che insieme a Barrett Strong è autore di 6 degli 11 brani, mentre alla stesura di You Don't Love Me No More collabora Roger Penzabene e Since I've Lost You è firmato dal solo Whitfield. I brani rimanenti sono altrettante cover: Hey Jude (The Beatles), It's Your Thing (The Isley Brothers) e Little Green Apples (Roger Miller).
Dal disco viene tratto il singolo I Can't Get Next to You.

## Tracce

### Lato A
1. I Can't Get Next to You
2. Hey Jude
3. Don't Let the Joneses Get You Down
4. Message from a Black Man
5. It's Your Thing

### Lato B
1. Little Green Apples
2. You Don't Love Me No More
3. Since I've Lost You
4. Running Away (Ain't Gonna Help You)
5. That's the Way Love Is
6. Slave